# Leo Swane
Leo Swane (geboren am 14. Februar 1887 in Frederiksberg, Kopenhagen; gestorben am 20. Januar 1968 in Hillerød) war ein dänischer Kunsthistoriker und Direktor des Statens Museum for Kunst in Kopenhagen.

## Leben und Wirken
Swane war der jüngste Sohn von Leo Swane (1837–1922) und Sophie Lisbeth Rasmussen (1849–1934), er hatte mehrere Geschwister: Lars Gustav Swane (1877–1904) und Sigurd Swane (1879–1973), der sich der Malerei und Schriftstellerei widmete, Hjalmar Swane (1881–1951), Julie Annette (geboren 1883), Johanne Marie Swane (1885–1896). Verheiratet war er seit dem 10. November 1944 mit Birtha Larsen (1911–1997). Sein Bruder Sigurd porträtierte ihn 1908, das Bild befindet sich im norwegischen Nationalmuseum in Oslo.
Swane besuchte bis 1905 die Schule und absolvierte zunächst ein Studium in Deutsch und Griechisch an der Universität Kopenhagen. Er wechselte später zur Kunstgeschichte. Er war mit dem Maler Harald Giersing befreundet, der 1912 ein Porträt von ihm fertigte. Swane kam mit dem Malerkreis Fünens in Berührung, wo er auf Johannes Larsen traf. Er schloss sein Studium ohne Examen ab. Seine Ausbildung fand eher auf den zahlreichen Studienreisen ins Ausland statt. Die erste Reise führte ihn 1909 nach Paris. Von 1910 bis 1911 hielt er sich in London, Paris und Italien auf. Er begann 1912 als Assistent bei der Königlichen Kupferstichsammlung und wurde 1919 dort Inspektor. Nach dem Ersten Weltkrieg unternahm er erneut Reisen, so dass er 1926 nach Spanien kam und erneut Paris besuchte, da er sich sehr für die französische Kunst und Kultur interessierte. Auf seinen Reisen stellte er eine bedeutende Matisse-Sammlung zusammen. 1931 wurde er der Nachfolger von Gustav Falck als Direktor des Statens Museum for Kunst, eine Position, die er bis 1952 ausübte. 1957 ging er in den Ruhestand.

## Veröffentlichungen (Auswahl)
Swane verfasste zahlreiche Artikel oder Aufsätze zur neueren dänischen und französischen Kunst sowie biografische Beiträge zum Allgemeinen Lexikon der Bildenden Künstler von der Antike bis zur Gegenwart oder für die illustrierte Monatsschrift Ord och Bild.
- Delacroix’ portræt af George Sand. In: Klingen. Band 2, Nr. 2, 1918 (dänisch, Textarchiv – Internet Archive).
- Dankvart Dreyer 1816–1852. Kunstforeningen, Kopenhagen 1921, OCLC 162299957.
- Blade af en Familie-Krønike. (Slægten Swane). Gyldendal, Kopenhagen 1923 (Nachdruck Bang, Kopenhagen 1972, ISBN 978-87-7226-039-6).
- Leo Swane (Hrsg.): Kunstbladet. Bording, 1927, OCLC 466205773, ZDB-ID 1126035-X (Als Autor veröffentlichte er 1923 bis 1924 dort bereits mehrere Artikel, nach 1927 wurde das Erscheinen Zeitschrift eingestellt).
- Von neuerer dänischer Graphik. In: Gesellschaft für Vervielfältigende Kunst (Hrsg.): Die Graphischen Künste. 53. Jahrgang. Wien 1930, S. 8–18, doi:10.11588/diglit.6345 (uni-heidelberg.de).
- Danske Tegninger fra Melchior Lorck til Fyenboerne. 3 Bände. Gyldendal, Kopenhagen 1945.
- Jens Juel. In: Ord och Bild. 54. Jahrgang. A. B. Wahlström & Widstrand, Stockholm 1945, S. 345–355 (dänisch, runeberg.org).